# Café Mozart (Salzburg)

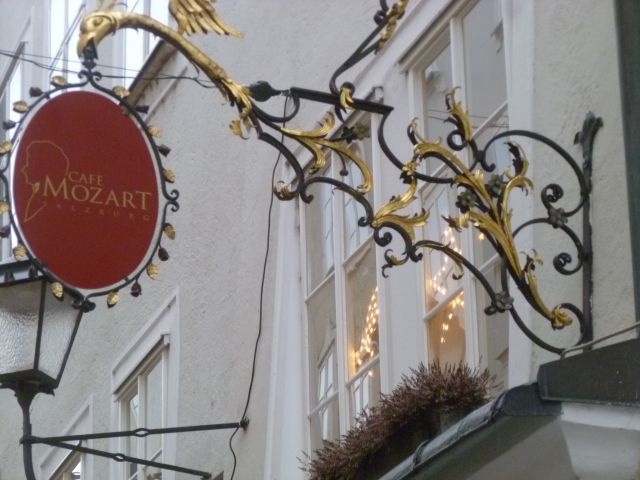
Café Mozart in der Getreidegasse: Der Auslegearm stammt partiell vom ehemaligen Stieglbräu in der Griesgasse

Das Café Mozart befindet sich in der Getreidegasse 22 in Salzburg und wurde am 6. Oktober 1923 von den Brüdern Ambros und Alois Crozzoli unter diesem Namen eröffnet. Es gilt, wenn man die Vorgeschichte des sogenannten Gerlich’schen und Erich’schen Kaffeehauses einbezieht, als das zweitälteste Café Salzburgs.

## Gründung des Café Mozart
Ambros und Alois Crozzoli waren ein in Salzburg tätiges friaulisches Baumeisterbrüderpaar. 1919 verkaufte der Salzburger Möbelhändler Emmerich Schlecht seinen Besitz in der Getreidegasse 22 (Gewölbe und 1. Stock) an das Brüderpaar Crozzoli; es sollte dort eine italienische Weinstube entstehen. Die Brüder errichteten aber im ersten Stock das Café Mozart. In Salzburg waren am 22. August 1920 mit Hugo von Hofmannsthals Bühnenstück Jedermann unter der Regie von Max Reinhardt die Festspiele eröffnet worden. In dieser Zeit nach dem Ersten Weltkrieg erhoffte man sich einen wirtschaftlichen Aufschwung, von dem auch die Initiatoren des neuen Kaffeehauses zu profitieren hofften. Der Landeshauptmann von Salzburg Franz Rehrl beglückte brieflich die Initiatoren für die Caféeröffnung und der österreichische Heimatdichter Otto Pflanzl widmete den Brüdern dazu sogar ein Gedicht, dessen erste Strophe wie folgt lautet:

„‚Zum Mozart‘ hoaß’ns dös Kafeehaus
S’is a Nam der viel vaspricht,
Koa Tamtam net, groß und mächti
Und do recht liabli, schö und schlicht“

Bereits im Eröffnungsjahr übersiedelte die „Salzburger Schachgesellschaft 1910“ (ab 1950 „Erster Salzburger Schachclub 1910, Mozart“) vom Café Corso in das Café Mozart, das so zum geschätzten Schachcafé – auch von Stefan Zweig – wurde. Da die Firma Crozzoli 1927 Konkurs machte, kaufte Karl Schanzer das Café Mozart, ließ es renovieren und eröffnete es unter dem Namen „Kaffee- und Weinrestaurant Mozart“ neu. 1930 scheint als Pächter Karl Kutscha auf; 1935 erwarben Leo und Vally Kutscha das Kaffeehaus. Das Café wurde in den 1930er Jahren Treffpunkt zahlreicher Künstler wie Slavi Soucek, Eduard Bäumer, Hilde Heger, Felix Albrecht Harta, Meinhard von Zallinger oder Roland von Bohr, Musiker wie Bernhard Paumgartner, Friedrich Gulda oder Literaten wie Alois Grasmayr oder Ludwig Praehauser.

## Das Gerlich’sche und das Erich’sche Kaffeehaus als Vorläufer des Café Mozart
In Salzburg hatte der Hofzuckerbäcker Virgil Hartensteiner schon im 17. Jahrhundert eine Kaffeehauskonzession durch den Erzbischof Franz Anton erhalten. 1734 erfolgte die Heirat der Tochter Hartensteiners mit Johann Franz Gerlich und so entstand Mitte des 18. Jahrhunderts das zweite (das sogenannte Gerling‘sche) Kaffeehaus in Salzburg. Die Eheleute erwarben 1751 das Haus Getreidegasse Nr. 24, in dem dann das Kaffeehaus untergebracht wurde. Die Tochter der Gerlichs heiratete in zweiter Ehe den Beamten des Domkapitels Leopold Erich und deshalb wurde das Kaffeehaus in die Erich’sche Kaffeesiederei umbenannt als „Kaffee und Schokolade Ausschankgerechtsame des Leopold Erich“. Von dieser Familie aus besteht auch eine Verbindung zum Café Tomaselli, da die Erich’sche Stieftochter Antonia Honikel (oder Honigl) den Hoftenoristen Giuseppe Tomaselli heiratete, deren Sohn Karl am 12. März 1852 den Vorgängerbetrieb des Café Tomaselli, das Staiger’sche Kaffeehaus, erwarb.
Von den Erichs ging der Besitz an dem Kaffeehaus an die Familie Gasparotti über. Die „bürgerliche Kaffeesiederin“ Sophie Gasparotti erwarb 1824 auch das erste Stockwerk des Hauses in der Getreidegasse 22 und zog mit dem Kaffeehaus dorthin um. 1833 verkaufte Sophie Gasparotti ihrem Sohn Joseph den „freyeigenen ersten Boden samt Kaffeh- und Materialisten Gewölb in der Kaffehsiedersbehausung und die im magistratischen Gewerbskataster vom Jahre 1804 eingetragene verkäufliche bürgerliche Kaffeh- und Chocolade-Aussschanks-Gerechtsame“. Nach dem Verkauf des Café Gasparotti 1859 an Elisabeth Wimmer folgten relativ viele Besitzerwechsel und der gute Ruf des Cafés ging verloren. Erst die Crozzolis begründeten 1923 eine neue Tradition im nun Café Mozart genannten Kaffeehaus.

## Café Mozart nach dem Zweiten Weltkrieg
Nach dem Zweiten Weltkrieg war im Café Mozart vom Mai bis Oktober 1945 der Offiziersclub des 756. Panzerbataillons der Amerikaner untergebracht.
Das Café Mozart wurde in den 1970er Jahren auch Ort literarischer Darbietungen. Sepp Dreissinger hat damals die Reihe „Literatur im Café Mozart“ begründet. Künstler wie H. C. Artmann, Dieter Hildebrandt, Werner Schneyder, André Heller und Erika Pluhar traten im Café Mozart auf und machten es zu dem Literaturcafé der Stadt. Zu den Stammgästen zählten u. a. Thomas Bernhard, Herwig Seeböck und Rudolf Bayr. Im September eröffneten die Besitzer im dritten Stock des Hauses die „Galerie über dem Café Mozart“ (heute Galerie Kutscha). 1983 übernahm Claudia Karner fünf Jahre lang die künstlerische Leitung von „Literatur im Café Mozart“. Damals traten Ottfried Fischer, Jockel Tschiersch, Piano-Paul und Rudolf Klaffenböck hier auf. Auch junge, damals noch unbekannte Künstlern wie Walter Müller, Manfred Koch und Fritz Kohles hatten hier ihre Debüts. Bis Ende 1995 war das Café im Besitz von Fritz und Maria Kutscha.
Von 1995 bis 2006 wurde das Café allerdings geschlossen und diente als Kleiderlager für ein Bekleidungsgeschäft.

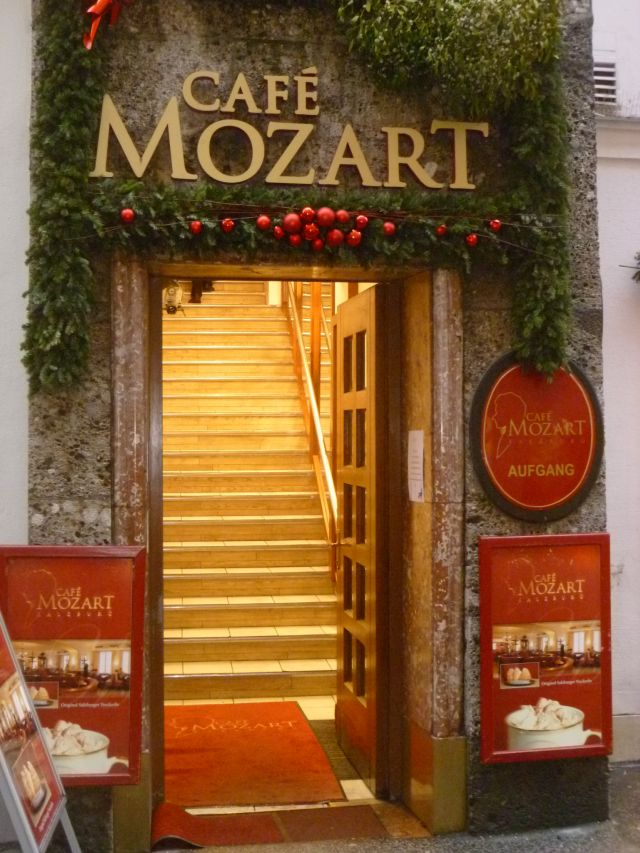
Eingang zum Café Mozart

## Café Mozart heute
Der oberösterreichische Gastronom Kurt Ranzenberger reaktivierte 2006 das Kaffeehaus. Auch die Lesungen im Rahmen der „Literatur im Café Mozart“ wurden ab 2008 von Claudia Karner wiederbelebt. 2008 traten die Künstler Werner Friedl, Georg Clementi, Christian Wallner und Leo Braune auf. Diese Veranstaltungen werden bis heute fortgesetzt.
Neben diversen Kaffeespezialitäten und zahlreichen Teesorten bietet das Café Mozart auch typisch österreichische Süßspeisen wie Kaiserschmarrn, Powidltatschkerln, Marillenknödel oder Salzburger Nockerln, letztere in der Originalversion und nicht – wie in anderen Lokalen – in einer touristisch reduzierten Form.